# Cunningham (Kansas)
Cunningham és una població dels Estats Units a l'estat de Kansas. Segons el cens del 2000 tenia 514 habitants.

## Demografia
Segons el cens del 2000, Cunningham tenia 514 habitants, 189 habitatges, i 130 famílies. La densitat de població era de 551,3 habitants per km².
Dels 189 habitatges en un 31,7% hi vivien nens de menys de 18 anys, en un 57,7% hi vivien parelles casades, en un 9% dones solteres, i en un 31,2% no eren unitats familiars. En el 29,1% dels habitatges hi vivien persones soles el 18,5% de les quals corresponia a persones de 65 anys o més que vivien soles. El nombre mitjà de persones vivint en cada habitatge era de 2,35 i el nombre mitjà de persones que vivien en cada família era de 2,92.
Per edats la població es repartia de la següent manera: un 24,1% tenia menys de 18 anys, un 3,1% entre 18 i 24, un 21% entre 25 i 44, un 21,8% de 45 a 60 i un 30% 65 anys o més.
L'edat mediana era de 47 anys. Per cada 100 dones de 18 o més anys hi havia 71,1 homes.
La renda mediana per habitatge era de 33.438 $ i la renda mediana per família de 36.964 $. Els homes tenien una renda mediana de 26.500 $ mentre que les dones 21.406 $. La renda per capita de la població era de 16.248 $. Entorn del 9,8% de les famílies i el 9,9% de la població estaven per davall del llindar de pobresa.

## Poblacions més properes
El següent diagrama mostra les poblacions més properes.